# Кацумата, Сэйити
Сэйити Кацумата (яп. 勝間田清一; 11 февраля 1908 — 14 декабря 1989) — японский политик, деятель социал-демократического движения. Председатель Социалистической партии Японии (1967—1968), председатель СПЯ по политическим вопросам, заместитель председателя Палаты представителей (1983—1986).

## Биография

### Происхождение, учёба и работа
Родился в городе Готемба, префектура Сидзуока, в древнем роде, некогда владевшем нынешним городом Макинохара в районе Хайбара, провинция Тотоми, но в 1476 году потерпевшим поражение от Ёситада Имагава и разорившимся. Его родители занимались сельским хозяйством, в частности шелководством.
Поступил в Высшую школу сельского хозяйства и лесоводства Уцуномия, а затем в Императорский университет Киото (в настоящее время Киотский университет Киото), экономический факультет которого закончил в 1931 году. В Уцуномия познакомился с социалистическими идеями и марксизмом.
После окончания университета служил в ряде правительственных учреждений, включая Институт планирования. В 1941 году был назначен главой группы Кюсю Ассоциации помощи трону, но был арестован в связи с делом Института планирования.

### Политическая деятельность
С 1947 года член Социалистической партии Японии (СПЯ), тогда же как кандидат СПЯ был впервые избран кандидатом партии на всеобщих выборах. В социалистическом кабинете министров Тэцу Катаяма стал секретарём по экономической стабилизации.
После раскола в 1951 году Соцпартии на Правую СПЯ и Левую СПЯ играл видную роль в последней, а именно во фракции Хиро Вады. На объединительном съезде 1955 года избран членом ЦИК единой СПЯ, в которой на протяжении 1955—1967 годов занимал ряд ответственных постов, включая председателя политического совета с 1958 года. В 1967 году, когда Вада ушел из политики, он стал фактическим лидером его фракции.
В том же году, после отставки Кодзо Сасаки, при поддержке фракции последнего Кацумата стал председателем ЦИК СПЯ. Однако уже в следующем 1968 году, когда на выборах в Верхнюю палату Социалистическая партия потерпела поражение, получив менее 30 мест, Кацумата взял на себя ответственность и ушёл с поста председателя, оставшись советником партии.
Теоретик СПЯ Кацумата был генеральным секретарём Комитета по теории социализма, а с 1978 года — первым директором Центра социалистической теории, и формулировал «Путь к социализму в Японии». Как теоретик социализма Кацумата получил не только внутрипартийное, но и международное признание (почётную докторскую степень в Университете Мартина Лютера в Германской Демократической Республике).
Он был избран заместителем председателя Палаты представителей в 1983 году и ушел из политики в 1986 году.
В 1986 году он был первым председателем Социалистической партии, получившим Большую ленту Ордена Восходящего Солнца.

### Связь с КГБ
Согласно показаниям Станислава Левченко, бывшего шпиона КГБ, перебежавшего в США, Кацумата был агентом советских спеслужб с кодовым именем Гавр, что подтверждается материалами «Архива Митрохина».